# Kildangan
Kildangan (iriska: Cill Daingin) är en ort i republiken Irland.   Den ligger i grevskapet Kildare och provinsen Leinster, i den centrala delen av landet, 60 km väster om huvudstaden Dublin. Kildangan ligger 67 meter över havet och antalet invånare är 299.
Terrängen runt Kildangan är platt. Runt Kildangan är det ganska glesbefolkat, med 23 invånare per kvadratkilometer. Närmaste större samhälle är Droichead Nua, 16,7 km nordost om Kildangan. Trakten runt Kildangan består i huvudsak av gräsmarker.